# شهرستان کینل-چرکاسکی
شهرستان کینل-چرکاسکی (به لاتین: Kinel-Cherkassky District) یک شهرستان در روسیه است که در استان سامارا واقع شده‌است.